# Mammillaria
Mammillaria (Van mamilla = tepel, daarom in het Nederlands ook wel tepelcactussen) is een geslacht uit de  cactusfamilie (Cactaceae).
Het is een van de grootste geslachten uit de cactusfamilie met ongeveer 170 soorten. De botanische naam refereert aan het uiterlijk van de plant, de oppervlakte lijkt met tepels bezet te zijn. In 1812  publiceerde Adrian Haworth de botanische naam.
De vorm van de cactussen in dit geslacht is meestal bolrond, maar er komen ook cilindrische soorten voor, terwijl andere soorten uit meerdere lichamen zijn opgebouwd. De voor cactussen zo kenmerkende stekels zijn altijd in kleine groepjes bijeen geplaatst. Deze groepjes zijn dan weer systematisch gerangschikt. Een roze bloemkleur oud worden.
Het geslacht komt van nature vooral voor in Mexico, maar sommige soorten komen van nature voor in de Verenigde Staten, de Caraïben, Colombia, Venezuela, Guatemala en Honduras.
In Noordwest-Europa worden soorten uit dit geslacht wel als kamerplant of in een verwarmde kas gehouden. Hij geldt als een makkelijke bloeier. Wel is het zaak de plant in de winter weinig water te geven. De meeste soorten zijn kalkminnend.
Enkele soorten uit dit geslacht zijn:
- Mammillaria bocasana
- Mammillaria heyderii
- Mammillaria microcarpia: ongeveer 25 witte kleine pinnen van ± 0,5 cm lang
- Mammillaria polythele
- Mammillaria sartorii
- Mammillaria solisioides
- Mammillaria zeilmanniana: bekendste soort als kamerplant